# Discografia di Mabel
La discografia di Mabel, cantante britannica, comprende due album in studio, due mixtape, due EP e oltre venti singoli, di cui due in collaborazione con altri artisti.

## Album in studio
| Anno                                                         | Titolo | Posizione massima | Posizione massima | Posizione massima | Posizione massima | Posizione massima | Posizione massima | Posizione massima | Posizione massima | Certificazioni |
| Anno                                                         | Titolo | UK                | AUS               | CAN               | FRA               | IRE               | NLD               | SWI               | US                | Certificazioni |
| ------------------------------------------------------------ | --- | ----------------- | ----------------- | ----------------- | ----------------- | ----------------- | ----------------- | ----------------- | ----------------- | -------------- |
| 2019                                                         | High Expectations - Pubblicato: 2 agosto 2019 - Etichetta: Polydor Records - Formati: LP, download digitale, streaming    | 3                 | 70                | 47                | 80                | 5                 | 41                | 29                | 198               | - UK: Platino  |
| 2022                                                         | About Last Night... - Pubblicato: 15 luglio 2022 - Etichetta: Polydor - Formati: CD, LP, MC, download digitale, streaming | 2                 | —                 | —                 | —                 | 39                | —                 | 91                | —                 |                |
| "—" indica una pubblicazione non classificata in quel paese. | |                   |                   |                   |                   |                   |                   |                   |                   |                |

## Mixtape
| Anno | Titolo | Posizione massima | Posizione massima | Posizione massima | Posizione massima | Certificazioni |
| Anno | Titolo | UK                | CAN               | FRA               | IRE               | Certificazioni |
| ---- | --- | ----------------- | ----------------- | ----------------- | ----------------- | -------------- |
| 2019 | Ivy to Roses - Pubblicato: 13 ottobre 2017 - Etichetta: Polydor - Formati: LP, download digitale, streaming | 28                | 95                | 128               | 58                | - UK: Oro      |
| 2025 | Mabel - Pubblicato: 25 luglio 2025 - Etichetta: Polydor - Formati: download digitale, streaming             |                   |                   |                   |                   |                |

## Extended play
| Anno | Titolo |
| ---- | --- |
| 2017 | Bedroom - Pubblicato: 26 maggio 2017 - Etichetta: Polydor - Formati: streaming                             |
| 2019 | Stripped Session - Pubblicato: 30 agosto 2019 - Etichetta: Polydor - Formati: download digitale, streaming |

## Singoli

### Come artista principale
| Anno                                                         | Titolo                                        | Classifiche | Classifiche | Classifiche | Classifiche | Classifiche | Classifiche | Classifiche | Classifiche | Classifiche | Classifiche | Album di provenienza  |
| Anno                                                         | Titolo                                        | UK          | AUS         | CAN         | FRA         | IRE         | ITA         | NLD         | NZ          | SWI         | US          | Album di provenienza  |
| ------------------------------------------------------------ | --------------------------------------------- | ----------- | ----------- | ----------- | ----------- | ----------- | ----------- | ----------- | ----------- | ----------- | ----------- | --------------------- |
| 2015                                                         | Know Me Better                                | —           | —           | —           | —           | —           | —           | —           | —           | —           | —           | /                     |
| 2015                                                         | My Boy My Town                                | —           | —           | —           | —           | —           | —           | —           | —           | —           | —           | /                     |
| 2016                                                         | Thinking of You                               | —           | —           | —           | —           | —           | —           | —           | —           | —           | —           | High Expectations     |
| 2017                                                         | Finders Keepers (feat. Kojo Funds)            | 8           | —           | —           | —           | 45          | —           | —           | —           | —           | —           | Ivy to Roses          |
| 2017                                                         | Bedroom                                       | —           | —           | —           | —           | —           | —           | —           | —           | —           | —           | Bedroom               |
| 2017                                                         | Begging                                       | —           | —           | —           | —           | —           | —           | —           | —           | —           | —           | Ivy to Roses          |
| 2017                                                         | My Lover (con Not3s)                          | 14          | —           | —           | —           | 47          | —           | —           | —           | —           | —           | Ivy to Roses          |
| 2018                                                         | Fine Line                                     | 11          | —           | —           | —           | 38          | —           | —           | —           | —           | —           | Ivy to Roses          |
| 2018                                                         | Cigarette (con Raye e Stefflon Don)           | 41          | —           | —           | —           | 74          | —           | —           | —           | —           | —           | Ivy to Roses          |
| 2018                                                         | Ring Ring (con Jax Jones feat. Rich the Kid)  | 12          | —           | —           | —           | 15          | —           | —           | —           | —           | —           | Ivy to Roses          |
| 2018                                                         | One Shot                                      | 44          | —           | —           | —           | 64          | —           | —           | —           | —           | —           | Ivy to Roses          |
| 2019                                                         | Don't Call Me Up                              | 3           | 16          | 29          | 20          | 3           | 17          | 2           | 19          | 9           | 66          | High Expectations     |
| 2019                                                         | Mad Love                                      | 8           | 67          | —           | —           | 6           | —           | 33          | —           | 46          | —           | High Expectations     |
| 2019                                                         | OK (Anxiety Anthem)                           | —           | —           | —           | —           | —           | —           | —           | —           | —           | —           | High Expectations     |
| 2019                                                         | God Is a Dancer (con Tiësto)                  | 15          | —           | —           | —           | 25          | —           | 16          | —           | —           | —           | High Expectations     |
| 2019                                                         | Loneliest Time of Year                        | —           | —           | —           | —           | —           | —           | —           | —           | —           | —           | /                     |
| 2020                                                         | Boyfriend                                     | 10          | —           | —           | —           | 9           | —           | —           | —           | —           | —           | High Expectations     |
| 2020                                                         | West Ten (con AJ Tracey)                      | 5           | —           | —           | —           | 16          | —           | —           | —           | —           | —           | High Expectations     |
| 2020                                                         | Tick Tock (con i Clean Bandit feat. 24kGoldn) | 8           | —           | —           | 123         | 13          | 33          | 29          | —           | 17          | —           | High Expectations     |
| 2021                                                         | Let Them Know                                 | 19          | —           | —           | —           | 19          | —           | —           | —           | —           | —           | About Last Night...   |
| 2021                                                         | Take It Home                                  | —           | —           | —           | —           | —           | —           | —           | —           | —           | —           | Pokémon 25: The Album |
| "—" indica una pubblicazione non classificata in quel paese. |                                               |             |             |             |             |             |             |             |             |             |             |                       |

### Come artista ospite
| Anno                                                         | Titolo                               | Classifiche | Classifiche | Album di provenienza |
| Anno                                                         | Titolo                               | UK          | IRE         | Album di provenienza |
| ------------------------------------------------------------ | ------------------------------------ | ----------- | ----------- | -------------------- |
| 2018                                                         | Paul Walk (Rich the Kid feat. Mabel) | —           | —           | /                    |
| 2021                                                         | I Wish (Joel Corry feat. Mabel)      | 17          | 16          | /                    |
| "—" indica una pubblicazione non classificata in quel paese. |                                      |             |             |                      |

### Singoli promozionali
| Anno | Titolo        | Classifiche | Album di provenienza |
| Anno | Titolo        | UK          | Album di provenienza |
| ---- | ------------- | ----------- | -------------------- |
| 2019 | Bad Behaviour | 94          | High Expectations    |